# Pod Rýzmburkem
Pod Rýzmburkem este o arie protejată (arie specială de conservare — SAC, sit de importanță comunitară — SCI) din Republica Cehă întinsă pe o suprafață de 0,76 ha, integral pe uscat.

## Localizare
Centrul sitului Pod Rýzmburkem este situat la coordonatele 50°25′55″N 16°02′50″E / 50.431944°N 16.047222°E.

## Înființare
Situl Pod Rýzmburkem a fost declarat sit de importanță comunitară în noiembrie 2009 pentru a proteja 1 specie de animale. Situl a fost protejat și ca arie specială de conservare în decembrie 2013.

## Biodiversitate
Situată în ecoregiunea continentală, aria protejată nu include niciun habitat protejat.
La baza desemnării sitului se află o specie protejată de  amfibieni: triton cu creastă (Triturus cristatus).